# Wahlen 1893
◄◄ | ◄ | 1889 | 1890 | 1891 | 1892 | Wahlen 1893 | 1894 | 1895 | 1896 | 1897 | ► | ►►

Weitere Ereignisse
Die hier aufgeführten Wahlen und Abstimmungen fanden im Jahr 1893 statt.

## Europa

### Deutschland
Die Reichstagswahl 1893 war die Wahl zum 9. Deutschen Reichstag. Sie fand am 15. Juni 1893 statt und war notwendig geworden, nachdem der Reichstag auf Wunsch von Reichskanzler Leo von Caprivi am 6. Mai 1893 aufgelöst worden war. Die Wahlbeteiligung lag bei etwas über 72 % und damit unwesentlich höher als bei der Reichstagswahl 1890. Die Wahl endete mit einem knappen Sieg für die regierungstreuen sogenannten „Kartellparteien“ (Deutschkonservative, Freikonservative und Nationalliberale). Der neue Reichstag nahm die Heeresvorlage der Regierung schließlich mit knapper Mehrheit (201 Stimmen) an.

### Frankreich
Die Wahl zur Abgeordnetenkammer fand im August und September 1893 statt.

### Schweiz
Die Schweizer Parlamentswahlen 1893 fanden am 29. Oktober 1893 statt. Zur Wahl standen 147 Sitze des Nationalrates. Die Wahlen wurden nach dem Majorzwahlrecht vorgenommen, wobei das Land in 52 unterschiedlich große Nationalratswahlkreise unterteilt war. Die Freisinnigen (bzw. Radikal-Liberalen) behaupteten ihre Position als stärkste Kraft. Bedeutende Verluste mussten die Katholisch-Konservativen hinnehmen, wovon vor allem die liberale Mitte profitierte. Das neu gewählte Parlament trat in der 16. Legislaturperiode erstmals am 4. Dezember 1893 zusammen.